# 11. pehotna divizija (Irak)
11. pehotna divizija je pehotna divizija Iraške kopenske vojske, ki spada pod okrilje Centralnih sil IKV.

## Organizacija
- Štab
- 11. bataljon specialnih sil
- 11. komando bataljon
- 42. pehotna brigada
- 43. pehotna brigada
- 44. pehotna brigada
- 45. motorizirana brigada
- 11. poljski artilerijski polk
- 11. poljski artilerijski polk
- 11. lokacijsko poveljstvo

- 11. bazna varnostna enota
- 11. vzdrževalna baza
- 11. motorizirani transportni polk

- 11. divizijski trenažni center